# Athyrium remotisorum
Athyrium remotisorum là một loài dương xỉ trong họ Athyriaceae. Loài này được Ching & H.S. Kung mô tả khoa học đầu tiên năm 1986.
Danh pháp khoa học của loài này chưa được làm sáng tỏ. 